# Blitz Adolf
Blitz Adolf (?, 1823 körül – Bezdán?, 1897. szeptember 27.) magyarországi zsidó rabbi, Bezdán főrabbija.

## Élete
Édesapja Blitz Márkus bezdáni főrabbi volt. Édesapját 1865-től követte Bezdán főrabbijaként. 1897-ben hunyt el agyszélhűdésben 32 évnyi főrabbiság után, 74 éves korában. 1897. szeptember 29-én temették el. Csak 1902-ben találtak utódot a helyére Wiesner Henrik személyében.
A temetésén részt vevő Fischer Mihály zombori főrabbi a hazai zsidóság egyik legjelesebb talmudtudósának tartották. A temetésen Flesch Ármin mohácsi főrabbi is részt vett.

## Egyéb irodalom
- https://adt.arcanum.com/hu/view/Egyenloseg_1897_2/?query=%22Mandelbaum+Farkas%22&pg=263&layout=s